# Grabungsbericht
Der Grabungsbericht (englisch excavation report), auch Abschlussbericht genannt, ist der verschriftlichte Teil des Dokumentationssystems für archäologische Ausgrabungen. Ein Grabungsbericht stellt sprachlich eine Form der nicht-literarischen, faktualen Erzählung dar, das bedeutet, der Text muss eine exakte, nachvollziehbare und verifizierte Wiedergabe von Tatsachen abbilden. Der Duktus ist in sachlicher, objektiver Darstellung gehalten, der in klarer Abfolge über die verschiedenen Aspekte des Gegenstands informiert.
Er stellt eine  der wichtigsten Tätigkeiten nach Abschluss einer Ausgrabung dar und enthält Angaben zum Ablauf und Ergebnis der Grabungen, die für eine spätere Auswertung unerlässlich sind. Grabungsberichte sind von der Auswertung und der wissenschaftlichen Publikation zu unterscheiden, welche aber auf die vorwiegend technischen und organisatorischen Angaben des Grabungsberichtes zurückgreifen müssen. Der Bericht wird üblicherweise vom örtlichen Grabungsleiter erstellt. Aufbewahrt wird der Grabungsbericht von den zuständigen Behörden der Bodendenkmalpflege als Teil der Dokumentation zum Fundplatz. Bei verursacherfinanzierten Ausgrabungen erhält der jeweilige Auftraggeber ebenfalls ein Exemplar als Rechnungsgrundlage und als Beleg für die vorgenommenen Untersuchungen.

## Abgrenzung des Begriffs
Als Grabungsbericht wird oft auch ein wissenschaftlicher Vorbericht über laufende oder kürzlich abgeschlossene Grabungen in archäologischen Fachzeitschriften bezeichnet. Im engeren Sinne versteht man unter dem Begriff aber einen vorwiegend technischen Abschlussbericht zum Ablauf der Ausgrabung.

## Inhalt
Ein Grabungsbericht enthält in der Regel Angaben zu folgenden Punkten:

### Angaben zur Ausgrabungsstätte
Beispielsweise Dauer der Grabung, Größe der Grabungsfläche und Überblick der freigelegten Befunde, Art der Befunde.

### Vorbereitende Informationen und Maßnahmen
Enthalten sind ferner Anlass der Grabung (zum Beispiel Notgrabung, Forschungsgrabung), Hinweis auf vorangegangene Grabungen, Topografie und Bodenverhältnisse, eine Auflistung des vorhandenen Archivmaterials, beteiligte Institutionen und Partner, Grabungsmannschaft, vorbereitende Prospektionen, Suchschnitte und Vorbereitung der Grabungsfläche (Bewuchs, Rodung, Kanäle und Leitungen).

### Vermessung
Ein Kapitel befasst sich mit Lage der Grabungsfläche in Flurkarten und Messtischblättern. Es beschreibt das aufgebaute Vermessungssystem und dessen Einbindung. Auch Angaben über die Einmessung der Höhen (absolut üNHN) und der zur Einmessung verwendeten trigonometrischen Punkte oder Polygonpunkte sowie weiteren Vermessungen sind enthalten. In dieses Kapitel gehören auch Angaben über das verwendete Vermessungsgerät, wie die Typenangabe des Tachymeters.

### Grabungsmethodik
Dieses Kapitel enthält Erläuterungen zur angewandten Grabungsmethode, beispielsweise ob die Grabung nach natürlichen oder künstlichen Schichten erfolgte oder ob erschwerende Bedingungen vorlagen. Auch Sicherungsmaßnahmen finden hier Erwähnung.

### Grabungsdokumentation

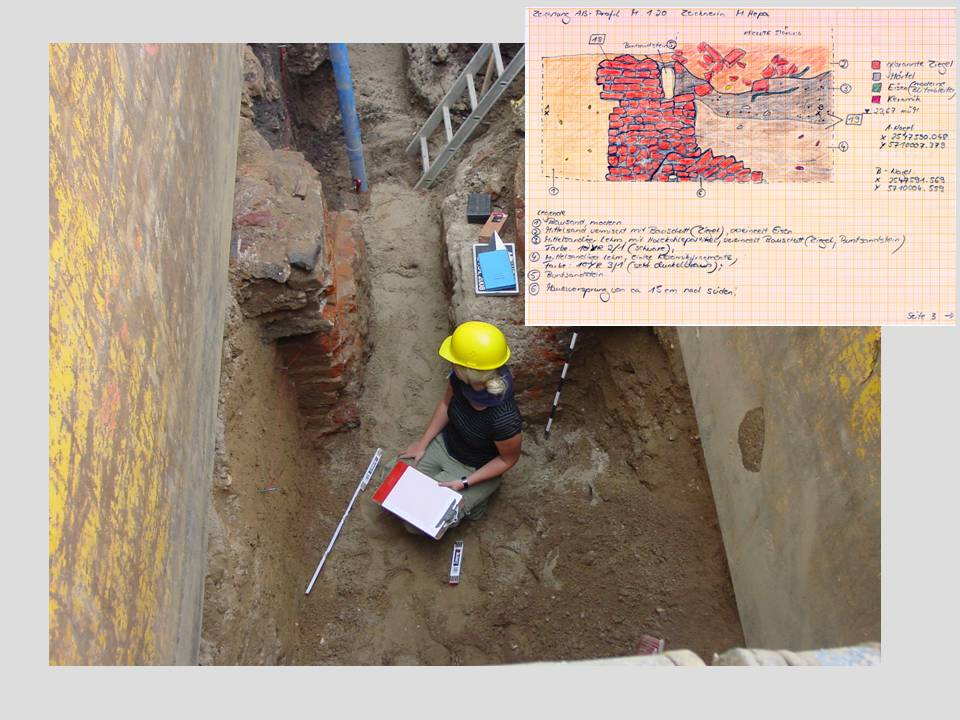
Grabungsdokumentation auf Stellenkarten

Unerlässlich für eine – oft erst Jahre später erfolgende – wissenschaftliche Auswertung sind Angaben zum Umfang der schriftlichen und digitalen Grabungsdokumentation, die aus dem Grabungstagebuch, Befund- und Flächenbeschreibungen, event. Stellenkarten sowie gezeichneten Flächen-, Übersichts-, Planums- und Profilzeichnungen besteht. Auch werden Angaben zur fotografischen Dokumentation gemacht. Beispielsweise zur verwendeten Fotoausrüstung, zu Filmmaterial und den Fotolistenm, möglichst unter Verwendung einer Spiegelreflexdigital Kamera. Hier können auch spezielle Formen der Dokumentation, zum Beispiel Anlage von Lackprofilen, tachymetrische Einzelfundeinmessungen,  photogrammetrische Aufnahmen, 3D Scans, benutzte Software etc. angeführt werden.

### Probenentnahme
Wenn auf der Grabung Proben für weiterführende naturwissenschaftliche Untersuchungen oder für Begleitprojekte, zum Beispiel Holzproben für dendrochronologische Untersuchungen, archäobotanische Proben oder Proben zur Phosphatanalyse  entnommen, sind diese separat mit Angaben zur Verpackung, Zusätzen oder Behandlung aufzuführen. Gegebenenfalls ist die Probenentnahme in die bestehende Dokumentation einzufügen. Zum Beispiel wird die Entnahmestelle in den Befundzeichnungen und in die Fotodokumentation aufgenommen und in den Grabungsbericht eingebracht.

### Funde
Separat vermerkt werden sollten auch spezielle Bergungsmethoden von Funden (zum Beispiel Blockbergung) sowie deren Verbleib, Aufbewahrung, Fundlisten, Auswertung und Inventarisierung.

### Abschluss der Ausgrabung
Ein Grabungsbericht sollte unbedingt vermerken, in welchem Zustand die Grabungsfläche hinterlassen wurde, um den Ausgräber vor späteren Regressforderungen zu schützen. Hierzu zählen Angaben zur Verfüllung oder Absicherung der Grabungsschnitte, Verdichtung der Schnitte bei späterer Bebauung oder Rekultivierung.

## Zusammenfassung eines exemplarischen Standards
Der Abschlussbericht enthält eine zusammenfassende Darstellung der Grabung, hier als Auszug der Standards im Bundesland Berlin:
- Technischer Ablauf, Grabungsmethodik
- Angaben zu Umfang und Flächen, Topographie
- Bisheriger archäologischer und historischer Kenntnisstand (Quellennachweise)
- Beschreibung der Befunde und Funde, Stratigraphie
- Ergebnisse, Interpretation und Rekonstruktion
- Ausblick auf künftige Grabungen oder Forschungsansätze für das Terrain bzw. Hinweise auf im Boden verbliebene Befunde/Strukturen und schützenswerte Flächen und Bodendenkmale

Die Anlagen enthalten:
- Grabungstagebuch
- Vermessungsunterlagen
- Gesamtpläne, wahlweise im Maßstab 1:50, 1:100, 1:250, 1:500 angelegt als Befund-, Bauphasen-, Belegungsphasenpläne (je nach Grabung)
- Feldzeichnungen, Fundzeichnungen
- Befundblätter und Befundliste
- Fotos und Fotoliste
- Fundzettel und Fundliste
- Nachweis über entnommene Proben, Probendatenblätter und Probenliste
- Kurzbericht, gegebenenfalls Zwischenberichte
- als Kopie Schriftverkehr und Presseartikel mit Bezug zur Ausgrabung
- CD/USB-Stick oder eine externe Festplatte mit dem Bericht in digitaler Form
- Übergabeprotokolle der Funde in Kopie
- Checkliste

### Grabungsberichte, exemplarische Beispiele
- Grabungsbericht zu der archäologischen Untersuchung in Egelsbach, Kreis Offenbach Flur 7, Flurstück 12/1 und 18. Vom 03.-05.08.2020 LfDH NfG 347/2020 LfD.DA.EV. 2020:666 UDschB EV 2020/16 und 2020/17
- Grabungsbericht Maßnahmen-Nr.: M-2018-1972-2, Lkr.: Fürstenfeldbruck, Gemeinde: Fürstenfeldbruck, Gemarkung: Fürstenfeldbruck, Straße: Am Kugelfang, FlstNr.: 2447/0, Grabungszeitraum: 17.10.2018 – 07.11.2018